# Kościół św. Wita w Uniejowie-Parceli
Kościół św. Wita w Uniejowie-Parceli – kościół św. Wita położony w województwie małopolskim, w powiecie miechowskim, w gminie Charsznica, w miejscowości Uniejów-Parcela.
Kościół oraz cmentarz został wpisany do rejestru zabytków nieruchomych województwa małopolskiego.
13 listopada 2015 biskup kielecki Jan Piotrowski ustanowił kościół diecezjalnym Sanktuarium Najświętszej Maryi Panny Bolesnej.

## Historia
Kościół murowany, wybudowany przed 1470 rokiem, pierwotnie należący do zakonu bożogrobców. Odbudowywany po potopie szwedzkim. W 1912 r. dach pokryto ocynkowaną blachą żelazną, a w latach 2007–2013 ponownie wymieniono pokrycie dachowe i naprawiono chodnik. Prace zostały dofinansowane w wysokości 493 203,00 zł ze środków Programu Rozwoju Obszarów Wiejskich.
Kościół jest częścią tzw. Małopolskiego Szlaku Bożogrobców. W parafii działa „Bractwo Świętej Rodziny” założone w 1653 roku, zatwierdzone bullą papieską Innocentego X.

## Architektura
Obiekt wybudowany w stylu gotyckim, orientowany. Prezbiterium prostokątne, nakryte sklepieniem krzyżowo-żebrowym. Nawa przykryta stropem. W 1883 roku kościół pomalował Karol Ulanowski.
W podziemiach znajdują się dwie krypty grobowe w których pochowano księży i część rodziny Chronowskich, właścicieli Charsznicy w XVII wieku. Na cmentarzu przykościelnym stoi kamienna figura z 1671 roku, oraz chrzcielnica z kamienia pińczowskiego ze zniszczoną datą 1521 odczytaną w 1913 roku.

## Wyposażenie wnętrza
Wystrój wnętrza gotycki i barokowy.
- Drewniana rzeźba Matki Bożej Bolesnej trzymającej na kolanach ciało ukrzyżowanego Chrystusa (Pietà) z około 1420 roku[5]. Rzeźba wykonana jest z jednego pnia drzewa lipowego, który ma ponad tysiąc lat[9];
- obraz Ukrzyżowanie z ok. 1515 roku[5];
- obraz Uczta Baltazara z końca XVII w. przedstawia ucztę ostatniego króla babilońskiego Baltazara, któremu ukazała się ręka, kreśląca napis: Mene, mene, tekel, ufarsin[5][7];
- portal do zakrystii z około 1780 roku z czarnego „marmuru” dębnickiego[9];
- organy z 1863 roku. Na pulpicie chóru muzycznego znajdują się obrazki aniołków grających na różnych instrumentach, (na dudach, flecie, na trąbce i na bębnie[9];
- ambona z 1780 roku[9];
- chrzcielnica z „marmuru” dębnickiego z I połowy XVIII wieku[9];
- nagrobek dwuletniego dziecka wykonany z kamienia pińczowskiego, pomalowany na modny wówczas kolor czarny[9].